# Juan Martín Maldacena
Juan Martín Maldacena (10 setembre de 1968) és un físic teòric nascut a Buenos Aires, Argentina, receptor de nombrosos premis internacionals. Entre les seves moltes descobertes, la més famosa és la del principi hologràfic o correspondència AdS/CFT, que conjectura l'equivalència entre la teoria de cordes a l'espai d'Anti-de Sitter (AdS) i la teoria de camp conforme definida a la frontera de l'espai AdS. El 2013, Maldacena fou coautor d'una anàlisi sobre la paradoxa del mur de foc dels forats negres amb Leonard Susskind, argumentant que la paradoxa pot ser resolta si les partícules entrellaçades són connectades per forats de cuc menors.

## Biografia
Maldacena es va llicenciar el 1991 a l'Instituto Balseiro, Centre Atòmic Bariloche, Argentina, sota la supervisió de Gerardo Aldazábal. Va obtenir el seu doctorat a la Universitat de Princeton, Nova Jersey, sota la supervisió de Curtis Callan el 1996, on va continuar en una posició postdoctoral. El 1997, va esdevenir professor associat a Universitat Harvard sent promogut a catedràtic ràpidament el 1999. Des del 2001 ha estat professor a l'Institut d'Estudis Avançats de Princeton.

## Premis i honors
Maldacena ha rebut nombrosos premis:
- Fellow de la Fundació Alfred P. Sloan, 1998
- Fellow Packard en Ciència i Enginyeria, 1998
- MacArthur Fellow, 1999[5]
- Premi UNESCO Husein per a Científics Joves, 1999
- Premi Sackler en Físiques, 2000
- Premi internacional Xanthopoulos en Recerca en Física Gravitacional, 2001[6]
- Medalla Pius XI, 2002
- Premi Edward A. Bouchet, Societat Americana de Física, 2004[7]
- Premi Dannie Heineman, 2007
- Medalla Dirac, 2008
- Premi Pomeranchuk, 2012
- Premi de Física fonamental, 2012.[8]
- Premi Diamond Konex, com el científic més important de la darrera dècada a Argentina, 2013
- Medalla Lorentz, 2018[9]